# Dasybasis indefinita
Dasybasis indefinita är en tvåvingeart som först beskrevs av Taylor 1918.  Dasybasis indefinita ingår i släktet Dasybasis och familjen bromsar. Inga underarter finns listade i Catalogue of Life.